# Ёлнать
Ёлнать — село в Юрьевецком районе Ивановской области России. Административный центр Ёлнатского сельского поселения.

## Название
Название села происходит от одноимённой реки. Гидроним «Ёлнать», по одной из версий, имеет финно-угорское (мерянское) происхождение и означает «жёлтые пески».

## География
Село расположено на реке Ёлнать (правый приток Волги), в 18 км к юго-востоку от районного центра Юрьевца. Ближайшая железнодорожная станция — Кинешма в 42 км.

## История
Ёлнать — одно из древнейших поселений в Юрьевецком районе.  Предполагается, что берега реки были заселены мерянскими племенами с эпохи раннего железа. В деревянной резьбе старых крестьянских домов в окрестных деревнях до сих пор встречаются элементы зооморфно-растительной символики, возможно, связанные с мерянским наследием.
Первое письменное упоминание о Ёлнатской волости относится к 1609 году. В первой половине XIII века на Юрьевецком тракте, на месте современной Ёлнати, возникло русское поселение — ямская изба, основанная, вероятно, крестьянами из новгородских земель. Вдоль реки и тракта появились небольшие деревни. Государственные крестьяне Ёлнатской волости занимались земледелием, скотоводством и сплавом леса, отличались зажиточностью. В писцовой книге 1676 года упоминаются 9 мельниц и более 50 деревень волости. Центром волости стало село Мордвиново (ранее — деревня), где располагалась приказная изба.
Известно, что в XVI веке в селе существовал деревянный храм в честь святителя Николая Чудотворца. По преданию, с этим храмом связано имя блаженного Симона Юрьевецкого, который подвизался в нём около 15 лет. Каменная церковь в Мордвиново была построена в 1769—1775 годах тщанием прихожан и добровольных дателей.  Ограда церкви была каменной, крытой железом, кладбище располагалось в церковной ограде.  В церкви было три престола: в честь Воскресения Христова, Казанской иконы Божией Матери и святителя Николая чудотворца.  Местно чтимой святыней была икона Симона Блаженного, который, по преданию, жил в приходе 15 лет.  По местным преданиям, в строительстве храма во второй половине XVIII века участвовало всё население: каждый двор должен был предоставить 100 яиц для раствора, известь гасили в яме около десяти лет. Один из престолов освятили во имя святителя Николая, после чего село стало называться Никола-Ёлнать. По данным Костромского архива, к приходу церкви относилось 503 двора, 1511 прихожан мужского пола и 1937 — женского. Храм был каменным, с колокольней и оградой, включал три придела: Воскресения Христова, Казанской иконы Божией Матери и святителя Николая. В приходе было 73 селения. Архитектура храма была необычной: изначально небольшая церковь была расширена пристройкой двух приделов и увеличением центральной части в стиле греческих церквей. Внутреннее убранство включало белый мрамор и росписи (около 70 сюжетов на потолке). Церкви принадлежали пахотные земли, пастбища и водяная мельница. При церкви действовала 2-летняя церковно-приходская школа.
К началу XX века, по данным 1911 года, постоянные средства церкви составляли проценты с капитала в 1900 рублей и арендная плата за деревянные лавки с торговой площадью (до 74 рублей в год). Причт церкви состоял из 2 священников, диакона и 2 псаломщиков. Их постоянные средства складывались из процентов с общего причтового капитала в 1400 рублей и арендной платы за землю под дома и промышленные заведения (86 рублей 50 копеек в год). Доход причта от богослужений и треб составлял до 618 рублей в год. Церковных домов для причта не было, квартирные деньги не выдавались, но имелось 75 рублей на устройство причтовых домов.  В пользовании причта находилось: 43 десятины 242 кв. сажени пахотной земли, 7 десятин 42 кв. сажени луговой, 3 десятины 852 кв. сажени лесной и 19 десятин 710 кв. сажень неудобной земли (под дорогами, оврагами и берегами реки Ёлнати). В 1911 году приход насчитывал 1836 мужчин и 1952 женщины, основным занятием прихожан было сельское хозяйство с отхожим промыслом. Приход включал 67 селений, в приходе действовала земская школа.
До революции Никола-Ёлнать была торговым селом на тракте, с 15 домами, лавками, трактирами и казённым питейным заведением. Известны купеческие фамилии — Гарновы и Баевы. По пятницам проводились ярмарки, велась торговля глиняной посудой, рыбой, корытами, бакалейными и галантерейными товарами. Местные купцы имели баржи на Волге. Бедные крестьяне уходили на отхожие промыслы. К началу XX века земством были открыты больница, пожарная служба и трёхлетнее народное училище. Известным учителем был Александр Феонтистович Розов, работавший в местной школе 45 лет (1881—1926). Он создал школьную библиотеку и выступал с лекциями для населения.
Советская власть установилась в Ёлнати мирно, но в годы раскулачивания пострадали местные крестьяне. В 1930-е годы репрессировали верующих и священнослужителей, включая старосту храма Павла Ивановича Бадайкина и блаженного Алексия Ёлнатского, скончавшихся в заключении. В 1936 году церковь в Ёлнати была закрыта и осквернена, колокольня разрушена, ограда разобрана, на месте кладбища устроена танцплощадка. В 1940 году была разграблена церковь в селе Дорки.
В 1920-е—1930-е годы в окрестностях села создавались колхозы. В 1950 году колхозы Мордвиновского сельсовета объединили в колхоз имени Андреева (позднее — «Победа», затем — «Волга»). В Дорках был создан колхоз «Свободный труд» (позднее — «Рассвет»). В 1954 году образован Ёлнатский сельсовет. В годы Великой Отечественной войны 244 жителя Ёлнатского сельсовета погибли или пропали без вести. Ёлнатская земля — родина Героев Советского Союза А. И. Сиротина и Н. М. Балукова. В Ёлнати установлен обелиск А. И. Сиротину.
В 1942 году в Мордвиново был эвакуирован ленинградский детский дом № 93. В 1952 году интернат был закрыт.   В 1970-е—1980-е годы село Ёлнать также было благоустроено, построены новые улицы, школа, детский сад, магазины. В 1992 году, благодаря священнику Нестору (Савчуку), был вновь открыт храм. В 2001 году построена новая колокольня по проекту архитектора Дмитрия Докучаева на средства Р. Мамонтова. С 1998 года в храме ведутся восстановительные работы.
Зимой 2021 года был залит каток, на спортивной площадке проводились физкультурные мероприятия. В том же году в селе появилась детская площадка. 
В 2024 году в селе был благоустроен сквер. 

## Население
| 1872 | 1897 | 1907 | 2002 | 2010 |
| ---- | ---- | ---- | ---- | ---- |
| 61   | ↘55  | ↗84  | ↗984 | ↘895 |

## Достопримечательности
- Церковь Воскресения Христова (Ёлнать). Действующая церковь, построена в 1769—1775 годах как каменная, с колокольней, тщанием прихожан и добровольных дателей[6]. Имеет три престола: Воскресения Христова, Казанской иконы Божией Матери и святителя Николая чудотворца. В 1908 году была пристроена обширная трапезная с приделами. Храм был закрыт в 1938 году, восстановлен в конце XX века. Престольные праздники: Пасха Христова, дни памяти святителя Николая Чудотворца (22 мая и 19 декабря). Настоятель храма — протоиерей Максим Верещак[5].

- Музей «Ёлнатская старина».

## Транспорт
Автобусное сообщение с райцентром. Остановка общественного транспорта «Ёлнать». 